# Bataille d'Anzen
Guerres arabo-byzantines
Batailles
- Mu'tah (629)
- Ajnadayn (634)
- Damas (634)
- Fahl (635)
- Yarmouk (636)
- Jérusalem (636-637)

- Héliopolis (640)
- Nikiou (646)

- Sufétula (647)
- Tahouda (683)
- Mammès (688)
- Carthage (698)
- Oued Nini (698)

- 1re Constantinople (674-678)
- Sébastopolis (692)
- Tyane (~708)
- 2e Constantinople (717-718)
- Andrinople (718)
- Nicée (727)
- Akroinon (740)

- Kamacha (766)
- Invasion de l'Asie Mineure (782)
- Kopidnadon (788)
- Krasos (804)
- Invasion de l'Asie Mineure (806)
- Anzen (838)
- Amorium (838)
- Mauropotamos (844)
- Poson (863)
- Bathys Ryax (872 ou 878)

- Syracuse (877-878)
- Stelai ou 1re Milazzo (880)
- 2e Milazzo (888)
- Taormine (902)
- Garigliano (915)
- Détroit (965)
- Georges Maniakès en Sicile (1038-1040)

- Phœnix de Lycie (655)
- Keramaia (746)
- Conquête musulmane de la Crête (années 820)
- Damiette (853)
- Raguse (866-868)
- Kardia (~872-873)
- Golfe de Corinthe (~873)
- Céphalonie (880)
- Chalcis (~883)
- Thessalonique (904)

- Portes ciliciennes (878)
- Campagnes de Jean Kourkouas (926-944)
- Marach (953)
- Raban (958)
- Andrassos (960)
- Campagnes de Nicéphore II Phocas (956-969)
- Chandax (960-961)
- Alexandrette (971)
- Campagnes de Jean Tzimiskès (~950-975)
- Gués de l'Oronte (994)
- Alep (994-995)
- Apamée (998)
- Campagnes de Basile II (979-999)
- Azâz (1030)

La bataille d'Anzen ou bataille de Dazimon se déroule le 22 juillet 838 à Anzen ou Dazimon (aujourd'hui Dazman en Turquie). Elle oppose l'Empire byzantin aux forces du califat abbasside. Les Abbassides viennent de lancer une expédition massive composée de deux armées, en représailles aux succès de l'empereur Théophile l'année précédente. Le but de l'expédition est de mettre à sac la cité d'Amorium, l'une des plus grandes cités byzantines. Théophile et son armée affrontent la plus petite armée arabe, dirigée par le général Afchin Khaydar ben Kawus à Dazimon. L'armée byzantine supérieure en nombre est d'abord dans une situation favorable mais quand Théophile décide de diriger l'attaque en personne, son absence à son poste habituel crée la panique chez les Byzantins, qui craignent qu'il ait été tué. Cet évènement combiné à la vigoureuse contre-attaque des archers à cheval turcs entraînent la fuite de l'armée byzantine. Théophile et sa garde sont encerclés sur une colline avant qu'ils ne parviennent à s'échapper. La défaite ouvre la voie du sac brutal d'Amorium quelques semaines plus tard. Ce sac est l'une des plus sérieuses déroutes des Byzantins lors des longues guerres arabo-byzantines. 

## Contexte
En 829, le jeune Théophile monte sur le trône byzantin. Cela fait près de deux siècles que les guerres arabo-byzantines rythment l'histoire militaire des deux empires. Ambitieux et iconoclaste convaincu, Théophile cherche à renforcer son régime et à acquérir du soutien pour sa politique religieuse grâce à des succès militaires contre les Abbassides, le plus grand adversaire de l'empire. Au cours des années 830, Théophile lance une série de campagnes aux succès contrastés contre le califat. Cela lui permet de se placer dans la lignée de la figure traditionnelle de l'empereur romain victorieux,. En 837, Théophile dirige en personne une campagne majeure dans la région du haut Euphrate lors de laquelle il met à sac les cités d'Arsamosate et de Sozopetra (le lieu de naissance du calife Al-Mu'tasim. Enfin, il contraint Mélitène à lui payer un tribut et à lui fournir des otages. En échange, la cité est épargnée,.
En retour, Al-Mu'tasim décide de lancer une expédition punitive majeure contre Byzance. Elle vise deux cités byzantines d'Anatolie centrale : Anzen et Amorium. Cette dernière est probablement la plus grande ville d'Anatolie à cette époque, en plus d'être le lieu de naissance de la dynastie amorienne. De ce fait, elle a une importance symbolique non négligeable. Selon les chroniqueurs, les soldats d'Al-Mu'tasim auraient peint le terme « Amorion » sur leurs boucliers et leurs bannières,. Une vaste armée se rassemble à Tarse (80 000 selon Treadgold) avant d'être divisée en deux corps principaux. L'armée se dirigeant vers le nord est dirigée par Afchin et doit envahir le thème des Arméniaques depuis la région de Mélitène, après avoir joint ses forces avec celles d'Omar al-Aqta, l'émir local. La force se dirigeant vers le sud qui est aussi l'armée principale, est dirigée par le calife en personne. Elle doit passer par les Portes ciliciennes et entre en Cappadoce avant d'atteindre Ancyre. Après la prise de la cité, les deux armées arabes doivent se rejoindre et marcher sur Amorium. Les forces d'Afchin comprennent selon Jean Skylitzès la totalité de l'armée arabe d'Arménie et comptent 20 000 hommes selon Haldon (30 000 selon Treadgold) dont 10 000 archers à cheval turcs,. 
Dans le camp byzantin, Théophile est très tôt mis au courant des intentions du calife et il quitte Constantinople au début du mois de juin. Son armée comprend des hommes des thèmes anatoliens et peut-être aussi des thèmes européens, les tagmata d'élite ainsi qu'un contingent de Khurramites kurdes. Ces derniers sont dirigés par un certain Nasr (converti au christianisme et baptisé sous le nom de Théophobos). Ils ont fui la répression dont ils faisaient l'objet de la part du calife et ont rejoint l'Empire byzantin pour former la turme « persane »,. Alors qu'il campe à Dorylée, l'empereur divise ses forces. Il envoie un puissant contingent renforcer la garnison d'Amorium tandis que lui-même se dirige avec le reste de l'armée (25 000 selon Haldon, 40 000 hommes selon Treadgold) pour se positionner entre les Portes ciliciennes et Ancyre,.

## La bataille

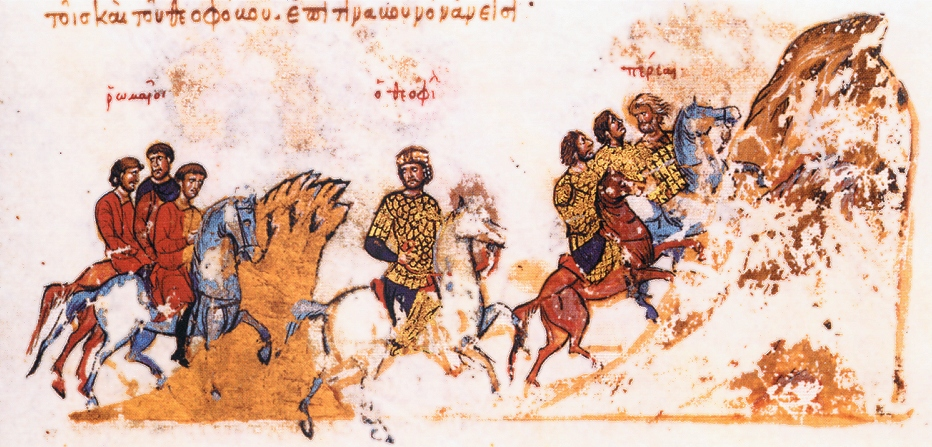
La retraite de Théophile à travers les montagnes. Illustration issue du manuscrit Skylitzès.

Au milieu du mois de juin, Afchin traverse les monts de l'Anti-Taurus et campe au fort de Dazimon (en grec : Δαζιμῶν, modern Dazman) entre Amasée et Tokat. C'est un lieu important qui sert aussi de point de ralliement (aplekton) aux Byzantins. Quelques jours plus tard, le 19 juin, l'avant-garde de l'armée arabe principale envahit aussi le territoire byzantin, suivie deux jours plus tard par le calife et le gros des troupes,. Théophile est informé de ces mouvements au milieu du mois de juillet. Les forces d'Afchin lui sont inférieures en nombre mais elles menacent de couper ses lignes d'approvisionnement. De fait, l'empereur laisse une petite force de couverture contre l'armée du calife et marche vers l'est, à la rencontre d'Afchin. Le 21 juillet, l'armée impériale arrive en vue des forces arabes et campe sur une colline de la plaine de Dazimonitis, au sud du fort de Dazimon,.
Bien que Théophobos et le domestique des Scholes Manuel l'Arménien lui conseillent de lancer une attaque surprise de nuit, l'empereur se range du côté de l'avis d'autres officiers et décide d'attendre pour lancer son attaque le lendemain. L'armée byzantine attaque à l'aube et les premières phases de la bataille sont à son avantage. Ils bousculent une aile de l'armée adverse et les pertes arabes s'élèvent à 3 000 hommes. Vers midi, Théophile décide de renforcer l'autre aile et détache 2 000 Byzantins et le corps khurramites. Il abandonne alors son poste et se place juste derrière les lignes de sa propre armée. Toutefois, au même moment, Afchin lance ses arches à cheval turcs dans une féroce contre-attaque qui entrave la progression byzantine et permet aux Arabes de se regrouper. Les troupes byzantines notent alors l'absence de l'empereur et pensent qu'il a été tué. Elles commencent alors à fléchir. Bientôt, ce fléchissement se transforme en une retraite désordonnée. Certains soldats fuient jusqu'à Constantinople, emportant avec eux la rumeur de la mort de l'empereur. Toutefois, certaines unités parviennent à maintenir une certaine cohésion lors de leur repli et se rassemblent à un endroit appelé Chiliokomon,.
Théophile se retrouve isolé du reste de l'armée avec ses tagmata et les Kurdes sur une colline. Les Arabes commencent alors à encercler celle-ci mais les Byzantins sont sauvés par une averse soudaine qui détend les cordes des arcs turcs, les rendant inutilisables. Afchin envoie alors des catapultes bombarder la position byzantine. Au même moment, des officiers de Théophile inquiets à l'idée d'une trahison par les Kurdes persuadent l'empereur de se replier. Celui-ci réussit à percer les lignes arabes non sans souffrir de nombreuses blessures. Selon les sources, Manuel aurait sauvé l'empereur au prix de sévères blessures, possiblement mortelles. Pour d'autres sources, c'est Théophobos qui sauve la vie de l'empereur. Quoi qu'il en soit, Théophile et sa petite escorte parviennent à rejoindre Chiliokomon où il réorganise progressivement les restants de son armée,,.

## Conséquences

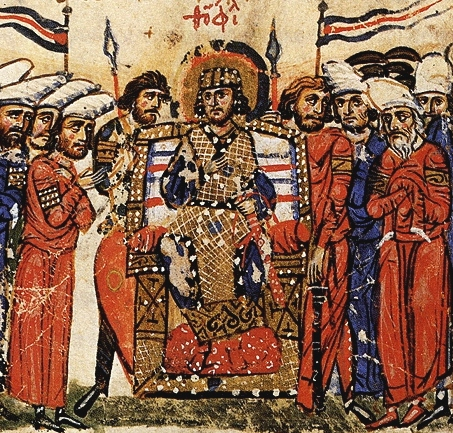
L'empereur Théophile et sa cour.

À la suite de cette défaite et des rumeurs entourant le possible décès de Théophile, celui-ci voit sa position se fragiliser. Il abandonne la campagne et se replie à Dorylée d'où il se dirige rapidement vers la cité impériale. Ancyre est abandonnée et pillée par les Arabes le 27 juillet. Par la suite, l'armée abbasside marche vers Amorium sans rencontrer d'opposition. La grande cité byzantine chute après un siège de deux semaines. Sur une population totale estimée à 70 000 âmes, seule la moitié survit au sac brutal de leur cité pour être vendue comme esclaves. La chute de la cité est l'un des plus sérieux coups reçus par les Byzantins lors du IXe siècle, tant matériellement que symboliquement. Heureusement pour l'Empire byzantin, les nouvelles d'une rébellion au sein du califat contraignent Al-Mu'tasim à se retirer du territoire byzantin peu après le sac d'Amorium,.
Au même moment, Théophile doit faire face à une révolte menée par Kurdes qui ont nommé Théophobos empereur. Quand les rumeurs de la mort de Théophile atteignent la capitale, le nom de Théophobos lié à celui de l'empereur du fait d'une alliance matrimoniale fait de lui un sérieux partisan au trône impérial, d'autant qu'il est connu pour être un iconodoule (un partisan du culte des images). Lors de son retour à Constantinople, Théophile fait appel à son général mais ce dernier, craignant d'être puni, fuit avec des Kurdes loyaux vers Sinope où il est proclamé empereur. Toutefois, Théophobos est persuadé par l'empereur de se rendre l'année suivante tandis que le corps « persan » est démantelé et ses membres dispersés à travers les différents thèmes de l'empire.
Bien qu'elle soit tragique pour les Byzantins sur le moment, la défaite d'Anzen suivie du sac d'Amorium n'ont pas de conséquences militaires à long terme pour l'empire car les Abbassides ne parviennent pas à exploiter leur succès. Toutefois, elles jouent un grand rôle dans le discrédit qui frappe l'iconoclasme, qui comptait sur les succès militaires pour conserver sa légitimité. Peu après la mort soudaine de Théophile en 842, la vénération des icônes est restaurée lors du Dimanche de l'Orthodoxie. La bataille d'Anzen est aussi importante car elle illustre les difficultés de l'armée byzantine face aux archers à cheval, ce qui constitue un changement remarquable par rapport aux VIe et VIIe siècles où ces unités étaient l'un des éléments majeurs de la doctrine militaire byzantine. En outre, cette bataille est aussi la première confrontation entre l'armée byzantine et les Turcs nomades d'Asie centrale dont les descendants deviennent les ennemis principaux de l'empire à partir du milieu du XIe siècle,.